# 2016-os ConIFA labdarúgó-világbajnokság
A 2016-os ConIFA labdarúgó-világbajnokság volt a második ConIFA labdarúgó-világbajnokság, melyeken olyan (mikro)nemzetek, kisebbségek, hontalan népek vagy éppen a világ által el nem ismert államok vettek részt, akiknek tagfelvételi kérelmét a FIFA elutasította. A torna házigazdájának Abháziát választották. Nemzeti válogatottjuk volt az első a tornán a 2014-es alapítás óta, akik rendezőként meg tudták nyerni a megmérettetést.

## Rendezési jogok
Miután a 2015-ös ConIFA labdarúgó-Európa-bajnokságon a magyar kormány elutasította Abházia és Dél-Oszétia vízumkérelmét az éppen Magyarországon lebonyolított tornán, a ConIFA 2015 júliusában egyhangúlag megszavazta, hogy 2016-ban Abházia lehet a házigazda. A ConIFA később elmondta, hogy a részt vevő csapatokért ki fog állni minden esetben.

## Helyszínek
| Szuhumi                                             | Gagra                    |
| --------------------------------------------------- | ------------------------ |
| Dinamo Stadion                                      | Daur Akhvlediani Stadion |
| Férőhely: 4 300                                     | Férőhely: 1 500          |
|                                                     |                          |
| Szuhumi Gagra Helyszínek pozíciója Abházia térképén |                          |

## Részt vevő csapatok

### Kvalifikáció
A 2016-os ConIFA labdarúgó-világbajnokság volt az első olyan torna, ahol azok vehettek részt, akik 2014-es ConIFA labdarúgó-világbajnokságon és a 2015-ös ConIFA labdarúgó-Európa-bajnokságon meg lettek hívva. A tornába bejutás folyamata számos különböző torna köré volt tervezve. Eleinte a vezetőség elfogadta azt a döntést, hogy a 2015-ös ConIFA labdarúgó-Európa-bajnokság első három helyezettje helyet kap automatikusan a 2016-os VB-re. A döntést követően a ConIFA bejelentette, hogy szankcionálna számos barátságos tornát. Közreműködésükkel a kvalifikáció tagjai lennének. Az első ilyen jellegű megmérettetés volt a Niamh Challenge Cup 4 csapattal, házigazda pedig Man volt. Ezen kívül a Benedikt Fontana Cup zajlott le, rendezte a Raetiai labdarúgó-válogatott. Ezeknek a tornáknak a győztesei jelen voltak a világbajnokságon.
Emellett a ConIFA meghívta az első dél-amerikai résztvevőt is, az Aymarai labdarúgó-válogatottat.

### Kvalifikált csapatok
| Csapat                    | Kontinens   | Kvalifikáció módja           | Kvalifikáció időpontja | Előző VB-n való szereplése | Elért legjobb eredmény | Megjegyzés |
| ------------------------- | ----------- | ---------------------------- | ---------------------- | -------------------------- | ---------------------- | --- |
| Aymara                    | Dél-Amerika | Meghívás                     | 2015. május 13.        |                            |                        | Nem vett részt a tornán.                                                                                           |
| Man                       | Európa      | Niamh Challenge Cup győztes  | 2015. május 31.        | Döntős (2014)              | Döntős (2014)          | Nem vett részt a tornán.                                                                                           |
| Padánia                   | Európa      | Európai Futball Kupa győztes | 2015. június 21.       | 5. hely (2014)             | 5. hely (2014)         | Kizárták őket a kvalifikációt követően. A Roma labdarúgó-válogatott tartózkodását követően azonban részt vehetett. |
| Nizza                     | Európa      | Európai Futball Kupa döntős  | 2015. június 21.       | Győztes (2014)             | Győztes (2014)         | Nem vett részt a tornán.                                                                                           |
| Abházia                   | Európa      | Házigazda                    | 2015. július 7.        | 8. hely (2014)             | 8. hely (2014)         | |
| Raetia                    | Európa      | Benedikt Fontana Cup győztes | 2015. szeptember 6.    | Nem vett részt             | Nem vett részt         | |
| Szomáliföld               | Afrika      | Beválogatott                 | 2016. január 9.        | Nem vett részt             | Nem vett részt         | |
| Chagos-szigetek           | Ázsia       | Beválogatott                 | 2016. január 9.        | Nem vett részt             | Nem vett részt         | |
| Iraki Kurdisztán          | Ázsia       | Beválogatott                 | 2016. január 9.        | 6. hely (2014)             | 6. hely (2014)         | |
| Pandzsáb                  | Ázsia       | Beválogatott                 | 2016. január 9.        | Nem vett részt             | Nem vett részt         | |
| Korea                     | Ázsia       | Beválogatott                 | 2016. január 9.        | Nem vett részt             | Nem vett részt         | |
| Észak-Ciprus              | Európa      | Beválogatott                 | 2016. január 9.        | Nem vett részt             | Nem vett részt         | |
| Roma labdarúgó-válogatott | Európa      | Beválogatott                 | 2016. január 9.        | Nem vett részt             | Nem vett részt         | Nem vett részt a tornán.                                                                                           |
| Lappföld                  | Európa      | Beválogatott                 | 2016. január 9.        | 10. hely (2014)            | 10. hely (2014)        | |
| Nyugat-Örményország       | Európa      | Beválogatott                 | 2016. január 9.        | Nem vett részt             | Nem vett részt         | |
| Székelyföld               | Európa      | Beválogatott                 | 2016. március 2.       | Nem vett részt             | Nem vett részt         | Padánia helyére került.                                                                                            |

A 12 részt vevő csapatot három kalapból osztották szét négy hármas csoportra. A sorsolás 2016. április 1-jén zajlott le a ConIFA elnök, Per-Anders Blind közreműködésével, Luleåban, Svédországban
| 1. Kalap                                               | 2. Kalap                                                               | 3. Kalap                                             |
| ------------------------------------------------------ | ---------------------------------------------------------------------- | ---------------------------------------------------- |
| - Abházia - Iraki Kurdisztán - Észak-Ciprus - Pandzsáb | - Roma labdarúgó-válogatott - Lappföld - Chagos-szigetek - Székelyföld | - Szomáliföld - Nyugat-Örményország - Korea - Raetia |

### Visszalépések
2015 decemberében a Manx Független Labdarúgó-szövetség bejelentette, hogy a Manni labdarúgó-válogatott visszamondja szereplését a tornán. Helyette részt vesz a 2016-os Europeada világbajnokságon, Olaszországban. Később Aymara és Nizza is visszalépett a szerepléstől.
2016 márciusában a ConIFA kizárta Padániát szabálytalanságok miatt. Helyére Székelyföld került.
2016 májusában, három héttel a verseny kezdete előtt a ConIFA bejelentette, hogy a Roma labdarúgó-válogatott nem tud a helyszínre érkezni úti okmányokkal való probléma miatt. Helyére Padániát kérték fel.

## Mérkőzések

### Csoportmérkőzések
| Jelmagyarázat | Jelmagyarázat                          |
| ------------- | -------------------------------------- |
|               | A csapat továbbjutott a negyeddöntőbe. |
|               | A csapat a 9-12. helyekért játszhat.   |

#### A csoport
| Csapat              | M | Gy | D | V | G+ | G– | Gk  | P |
| ------------------- | - | -- | - | - | -- | -- | --- | - |
| Abházia             | 2 | 2  | 0 | 0 | 10 | 0  | +10 | 6 |
| Nyugat-Örményország | 2 | 1  | 0 | 1 | 12 | 1  | +11 | 3 |
| Chagos-szigetek     | 2 | 0  | 0 | 2 | 0  | 21 | –21 | 0 |

| 2016. május 29. 20:00 |

| Abházia | 9-0               | Chagos-szigetek |
| --- | ----------------- | --------------- |
| Dmitri Kortava 18' (11-esből) Vladimir Argun 19' Dmitri Akhba 34' Albert Prus 39' 43' Ruslan Shoniya 47' 57' Astamur Tarba 50' Victor Pimpia 88' | (5–0) Jegyzőkönyv |                 |

| Dinamo Stadion, Szuhumi |

| 2016. május 30. 20:00 |

| Chagos-szigetek | 0-12              | Nyugat-Örményország |
| --------------- | ----------------- | --- |
|                 | (0-5) Jegyzőkönyv | David Ghandilyan 3' 15' 20' 30' 34' 45' 53' Tamaz Avolian 55' Armen Kapikiyan 58' 81' Ruslan Trapizoyan 64' Vahagn Militosyan 69' Hiraç Yagan 73' |

| Dinamo Stadion, Szuhumi |

| 2016. május 31. 20:00 |

| Nyugat-Örményország | 0-1   | Abházia           |
| ------------------- | ----- | ----------------- |
|                     | (0–1) | Dmitri Kortava 9' |

| Dinamo Stadion, Szuhumi |

#### B csoport
| Csapat           | M | Gy | D | V | G+ | G– | Gk | P |
| ---------------- | - | -- | - | - | -- | -- | -- | - |
| Iraki Kurdisztán | 2 | 2  | 0 | 0 | 6  | 0  | +6 | 6 |
| Korea            | 2 | 1  | 0 | 1 | 1  | 3  | –2 | 3 |
| Székelyföld      | 2 | 0  | 0 | 2 | 0  | 4  | –4 | 0 |

| 2016. május 29. 15:00 |

| Iraki Kurdisztán                                    | 3-0               | Székelyföld |
| --------------------------------------------------- | ----------------- | ----------- |
| Farhang Wriya 34' Farhan Shakor 55' Hunar Ahmed 73' | (1–0) Jegyzőkönyv |             |

| Dinamo Stadion, Szuhumi |

| 2016. május 30. 15:00 |

| Korea            | 1-0               | Székelyföld |
| ---------------- | ----------------- | ----------- |
| Lee Son-Chon 60' | (0-0) Jegyzőkönyv |             |

| Dinamo Stadion, Szuhumi |

| 2016. május 31. 15:00 |

| Korea | 0-3               | Iraki Kurdisztán                                             |
| ----- | ----------------- | ------------------------------------------------------------ |
|       | (0–2) Jegyzőkönyv | Diyar Rahman 27' Miran Khesro 45' (11-esből) Hunar Ahmad 73' |

| Dinamo Stadion, Szuhumi |

#### C csoport
| Csapat       | M | Gy | D | V | G+ | G– | Gk  | P |
| ------------ | - | -- | - | - | -- | -- | --- | - |
| Észak-Ciprus | 2 | 2  | 0 | 0 | 9  | 1  | +8  | 6 |
| Padánia      | 2 | 1  | 0 | 1 | 7  | 2  | +5  | 3 |
| Raetia       | 2 | 0  | 0 | 2 | 0  | 13 | –13 | 0 |

| 2016. május 29. 11:00 |

| Padánia              | 1-2               | Észak-Ciprus                  |
| -------------------- | ----------------- | ----------------------------- |
| Matteo Prandelli 48' | (0-0) Jegyzőkönyv | Ünal Kaya 62' Halil Turan 67' |

| Daur Akhvlediani Stadion, Gagra |

| 2016. május 30. 11:00 |

| Raetia | 0-6   | Padánia                                                                |
| ------ | ----- | ---------------------------------------------------------------------- |
|        | (0-3) | Matteo Prandelli 25' 35' 54' 61' Nicolo Mercorillo 21' Andrea Rota 80' |

| Daur Akhvlediani Stadion, Gagra |

| 2016. május 31. 11:00 |

| Észak-Ciprus                                                                      | 7-0   | Raetia |
| --------------------------------------------------------------------------------- | ----- | ------ |
| Esin Sonay 5' 13' 48' Tansel Ekingen 60' Hüseyin Sadiklar 73' Halil Turan 81' 87' | (2-0) |        |

| Daur Akhvlediani Stadion, Gagra |

#### D csoport
| Csapat      | M | Gy | D | V | G+ | G– | Gk  | P |
| ----------- | - | -- | - | - | -- | -- | --- | - |
| Pandzsáb    | 2 | 2  | 0 | 0 | 6  | 0  | +6  | 6 |
| Lappföld    | 2 | 1  | 0 | 1 | 5  | 1  | +4  | 3 |
| Szomáliföld | 2 | 0  | 0 | 2 | 0  | 10 | –10 | 0 |

| 2016. május 29. 15:00 |

| Lappföld | 5-0               | Szomáliföld |
| --- | ----------------- | ----------- |
| Lars Iver Strand 15' Jarkko Lahdenmäki 50' Jon Steinar Eriksen 60' Stein Arne Mannsverk 70' Hans Åge Yndestad 80' | (1-0) Jegyzőkönyv |             |

| Daur Akhvlediani Stadion, Gagra |

| 2016. május 30. 15:00 |

| Lappföld | 0-1               | Pandzsáb        |
| -------- | ----------------- | --------------- |
|          | (0-1) Jegyzőkönyv | Gurjit Singh 2' |

| Daur Akhvlediani Stadion, Gagra |

| 2016. május 31. 15:00 |

| Szomáliföld | 0-5   | Pandzsáb                                                    |
| ----------- | ----- | ----------------------------------------------------------- |
|             | (0-2) | Amar Purewal 30' 67' 80' Arjun Purewal 38' Gurjit Singh 74' |

| Daur Akhvlediani Stadion, Gagra |

### Egyenes kieséses szakasz
|  |                     |                     |                     |                     |       |              |                     |                    |                    |                    |               |       |       |
|  | Negyeddöntők        | Negyeddöntők        | Negyeddöntők        |                     |       | Elődöntők    | Elődöntők           | Elődöntők          |                    |                    | Döntő         | Döntő | Döntő |
|  | Negyeddöntők        | Negyeddöntők        | Negyeddöntők        |                     |       | Elődöntők    | Elődöntők           | Elődöntők          |                    |                    | Döntő         | Döntő | Döntő |
|  | június 1. – Szuhumi |                     |                     |                     |       |              |                     |                    |                    |                    |               |       |       |
|  |                     |                     |                     |                     |       |              |                     |                    |                    |                    |               |       |       |
|  | C1                  | Észak-Ciprus        | 1 (4)               |                     |       |              |                     |                    |                    |                    |               |       |       |
|  | C1                  | Észak-Ciprus        | 1 (4)               | június 4. – Szuhumi |       |              |                     |                    |                    |                    |               |       |       |
|  | B2                  | Korea               | 1 (2)               |                     |       |              |                     |                    |                    |                    |               |       |       |
|  | B2                  | Korea               | 1 (2)               |                     |       | Észak-Ciprus | Észak-Ciprus        | 0                  |                    |                    |               |       |       |
|  | június 1. – Szuhumi |                     |                     |                     |       | Észak-Ciprus | Észak-Ciprus        | 0                  |                    |                    |               |       |       |
|  |                     |                     | Abházia             | Abházia             | 2     |              |                     |                    |                    |                    |               |       |       |
|  | A1                  | Abházia             | Abházia             | Abházia             | 2     | 2            |                     |                    |                    |                    |               |       |       |
|  | A1                  | Abházia             |                     |                     |       | 2            | június 5. – Szuhumi |                    |                    |                    |               |       |       |
|  | D2                  | Lappföld            | 0                   |                     |       |              |                     |                    |                    |                    |               |       |       |
|  | D2                  | Lappföld            | 0                   |                     |       | Abházia      | Abházia             | 1 (6)              |                    |                    |               |       |       |
|  | június 2. – Szuhumi |                     |                     |                     |       | Abházia      | Abházia             | 1 (6)              |                    |                    |               |       |       |
|  |                     |                     | Pandzsáb            | Pandzsáb            | 1 (5) |              |                     |                    |                    |                    |               |       |       |
|  | B1                  | Iraki Kurdisztán    | Pandzsáb            | Pandzsáb            | 1 (5) | 2 (6)        |                     |                    |                    |                    |               |       |       |
|  | B1                  | Iraki Kurdisztán    | június 4. – Szuhumi |                     |       | 2 (6)        |                     |                    |                    |                    |               |       |       |
|  | C2                  | Padánia             | 2 (7)               |                     |       |              |                     |                    |                    |                    |               |       |       |
|  | C2                  | Padánia             | 2 (7)               |                     |       | Padánia      | Padánia             | 0                  | Bronzmérkőzés      | Bronzmérkőzés      | Bronzmérkőzés |       |       |
|  | június 2. – Szuhumi |                     |                     |                     |       | Padánia      | Padánia             | 0                  | Bronzmérkőzés      | Bronzmérkőzés      | Bronzmérkőzés |       |       |
|  |                     |                     | Pandzsáb            | Pandzsáb            | 1     |              |                     | június 5.– Szuhumi | június 5.– Szuhumi | június 5.– Szuhumi |               |       |       |
|  | D1                  | Pandzsáb            | Pandzsáb            | Pandzsáb            | 1     | 2            |                     | június 5.– Szuhumi | június 5.– Szuhumi | június 5.– Szuhumi |               |       |       |
|  | D1                  | Pandzsáb            |                     |                     |       |              |                     | Padánia            | Padánia            | 0                  |               |       |       |
|  | A2                  | Nyugat-Örményország | 3                   |                     |       |              |                     | Padánia            | Padánia            | 0                  |               |       |       |
|  | A2                  | Nyugat-Örményország | 3                   |                     |       | Észak-Ciprus | Észak-Ciprus        | 2                  |                    |                    |               |       |       |
|  |                     |                     |                     |                     |       | Észak-Ciprus | Észak-Ciprus        | 2                  |                    |                    |               |       |       |

#### Negyeddöntők
| 2016. június 1. 15:00 |

| Korea                                             | 1-1   | Észak-Ciprus                                     |
| ------------------------------------------------- | ----- | ------------------------------------------------ |
| On Song-Tae 54'                                   | (0-1) | Ünal Kaya 31'                                    |
| Büntetőpárbaj                                     |       |                                                  |
| Kim Kwang-Woo On Song-Tae Kim Su-Yong An Suug-Tae | 2-4   | Esin Sonay Halil Turan Ünal Kaya Ibrahim Çıdamlı |

| Dinamo Stadion, Szuhumi |

| 2016. június 1. 20:00 |

| Abházia                           | 2-0   | Lappföld |
| --------------------------------- | ----- | -------- |
| Dmitri Kortava 39' 73' (11-esből) | (1–0) |          |

| Dinamo Stadion, Szuhumi |

| 2016. június 2. 15:00 |

| Iraki Kurdisztán                                                                                  | 2-2   | Padánia |
| ------------------------------------------------------------------------------------------------- | ----- | --- |
| Matteo Prandelli 19' (öngól) Jassim Mohammed Haji 25'                                             | (2-1) | Luca Ferri 13' Marco Garavelli 71'                                                                                       |
| Büntetőpárbaj                                                                                     |       | |
| Kosrat Baiz Kamaran Ali (?) Khalid Mushir Diyar Rahman Farhan Shakor Hunar Ahmad (?) Miran Khesro | 6-7   | Matteo Prandelli Marco Garavelli Alex Mazzocca Luca Ferri Stefano Tignonsini (?) Gianluca Rolandone (?) Antonio Pizzolla |

| Dinamo Stadion, Szuhumi |

| 2016. június 2. 20:00 |

| Nyugat-Örményország              | 2-3   | Pandzsáb                |
| -------------------------------- | ----- | ----------------------- |
| Tamaz Avolian 67' Raffi Kaya 79' | (0-2) | Amar Purewal 2' 36' 44' |

| Dinamo Stadion, Szuhumi |

#### Elődöntők
| 2016. június 4. 20:00 |

| Észak-Ciprus | 0-2   | Abházia                           |
| ------------ | ----- | --------------------------------- |
|              | (0-1) | Levan Logua 9' Ruslan Shoniya 69' |

| Dinamo Stadion, Szuhumi |

| 2016. június 4. 15:00 |

| Padánia | 0-1   | Pandzsáb          |
| ------- | ----- | ----------------- |
|         | (0–0) | Omar Rio Riaz 76' |

| Dinamo Stadion, Szuhumi |

#### Bronzmérkőzés
| 2016. június 5. 15:00 |

| Padánia | 0-2   | Észak-Ciprus                       |
| ------- | ----- | ---------------------------------- |
|         | (0-0) | Halil Turan 50' Tansel Ekingen 79' |

| Dinamo Stadion, Szuhumi |

#### Döntő
| 2016. június 5. 20:00 |

| Abházia | 1–1               | Pandzsáb                                                                                                   |
| --- | ----------------- | --- |
| Ruslan Shoniya 88'                                                                                           | (0–0) Jegyzőkönyv | Amar Purewal 57'                                                                                           |
| Büntetőpárbaj                                                                                                |                   | |
| Anri Khagba Anri Khagush Dmitriy Akhba Tarash Khagba Ruslan Shoniya Alan Khugaev Shabat Logua Vladimir Argun | 6-5               | Amar Purewal Radjpal Virk Terlochan Singh Karum Shanker Jhai Dhillon Aran Basi Amarvir Sandhu Aaron Minhas |

| Dinamo Stadion, Szuhumi |

| A 2016-os ConIFA labdarúgó-világbajnokság győztese |
| · Abházia · 1. cím                                 |

### Harc a jobb helyekért
| I. Forduló          | I. Forduló         | II. Forduló         | II. Forduló      |                     | Végső helyezés | Végső helyezés |
| ------------------- | ------------------ | ------------------- | ---------------- | ------------------- | -------------- | -------------- |
| június 2 – Gagra    | június 2 – Gagra   | június 3 – Gagra    | június 3 – Gagra | Lappföld            | 5. hely        |                |
| Chagos-szigetek     | 2                  | Chagos-szigetek     | 3 (2)            | Nyugat-Örményország | 6. hely        |                |
| Szomáliföld         | 3                  | Raetia              | 3 (3)            | Korea               | 7. hely        |                |
| június 2 – Gagra    | június 2 – Gagra   | június 3 - Gagra    | június 3 - Gagra | Iraki Kurdisztán    | 8. hely        |                |
| Székelyföld         | 7                  | Szomáliföld         | 3                | Székelyföld         | 9. hely        |                |
| Raetia              | 0                  | Székelyföld         | 10               | Szomáliföld         | 10. hely       |                |
| június 3 - Szuhumi  | június 3 - Szuhumi | június 4 - Gagra    | június 4 - Gagra | Raetia              | 11. hely       |                |
| Korea               | 1                  | Korea               | 1 (4)            | Chagos-szigetek     | 12. hely       |                |
| Lappföld            | 2                  | Iraki Kurdisztán    | 1 (2)            |                     |                |                |
| június 3 - Szuhumi  | június 3 - Szuhumi | június 4 - Gagra    | június 4 - Gagra |                     |                |                |
| Iraki Kurdisztán    | 0 (5)              | Lappföld            | 3                |                     |                |                |
| Nyugat-Örményország | 0 (6)              | Nyugat-Örményország | 0                |                     |                |                |

## Végeredmény
| 1                        | Abházia             | 5 | 4 | 1 | 0 | 15 | 1  | +14 |
| 2                        | Pandzsáb            | 5 | 4 | 1 | 0 | 11 | 3  | +8  |
| 3                        | Észak-Ciprus        | 5 | 3 | 1 | 1 | 12 | 4  | +8  |
| 4                        | Padánia             | 5 | 1 | 1 | 3 | 9  | 6  | +3  |
| Kiesett a negyeddöntőben |                     |   |   |   |   |    |    |     |
| 5                        | Lappföld            | 5 | 3 | 0 | 2 | 10 | 4  | +6  |
| 6                        | Nyugat-Örményország | 5 | 1 | 1 | 3 | 14 | 7  | +7  |
| 7                        | Korea               | 5 | 1 | 2 | 2 | 4  | 7  | -3  |
| 8                        | Iraki Kurdisztán    | 5 | 2 | 3 | 0 | 9  | 3  | +6  |
| Kiesett a csoportkörben  |                     |   |   |   |   |    |    |     |
| 9                        | Székelyföld         | 4 | 2 | 0 | 2 | 17 | 7  | +10 |
| 10                       | Szomáliföld         | 4 | 1 | 0 | 3 | 6  | 22 | −16 |
| 11                       | Raetia              | 4 | 0 | 1 | 3 | 3  | 23 | −20 |
| 12                       | Chagos-szigetek     | 4 | 0 | 1 | 3 | 5  | 27 | −22 |

## Fordítás
- Ez a szócikk részben vagy egészben  a(z)   2016 ConIFA World Football Cup című a Wikipédia-szócikk ezen változatának fordításán alapul.  Az eredeti cikk szerkesztőit annak laptörténete sorolja fel. Ez a jelzés csupán a megfogalmazás eredetét és a szerzői jogokat jelzi, nem szolgál a cikkben szereplő információk forrásmegjelöléseként.